# Begonia corallina
Begonia corallina, manchmal auch als Korallen-Begonie oder Korallenrote Begonie bezeichnet, ist eine taxonomisch umstrittene Pflanzenart, die in die Sektion Gaerdtia eingeordnet ist innerhalb der Gattung Begonien oder Schiefblatt (Begonia) aus der Familie der Schiefblattgewächse oder Begoniengewächse (Begoniaceae). Als Heimat wird Brasilien angegeben. Die Art ist vor allem als Gartenpflanze bekannt, sicher bestimmte Wildvorkommen scheinen aufgrund der unklaren Abgrenzung zu den verwandten Arten zu fehlen.

## Beschreibung
Begonia corallina ist eine immergrüne, mehrjährige, aufrecht wachsende an der Basis des Sprosses verholzende krautige Pflanze. Die Laubblätter sind asymmetrisch, wie bei allen Begonien, daher auch der deutsche Name Schiefblatt. Bei der Art ist, wie typisch für die Arten der Sektion, das Blatt ungestielt. Bei der Art ist der Rand der Laubblätter entfernt gezähnt bis ganzrandig, er ist deutlich gewellt. Auf der Blattspreite befinden sich sehr zahlreiche, weiß gefärbte runde Flecken.
Sie sind einhäusig getrenntgeschlechtig (monözisch). In einem hängenden Blütenstand, der drei- bis viermal gabelteilig (dichotom) verzweigt ist, befinden sich die männlichen Blüten im basalen und die weiblichen Blüten im distalen (äußeren) Abschnitt. Die männlichen und weiblichen Blüten sind, wie typisch für die Sektion, verschieden gestaltet. Männliche Blüten besitzen bei der Art zwei Blütenkronblätter (typisch für die Sektion wären vier), bei den weiblichen sind es fünf. Die Blüten sind orangerot gefärbt.
Es werden Kapselfrüchte mit sehr winzigen Samen gebildet. Die Samen sind ellipsoid und 495 Mikrometer lang.
Die Chromosomenzahl ist 2n=56. Die Art ist nicht in der Chromosomenzahl, aber in deren Größe sehr verschieden von anderen Arten der Sektion Gaerdtia.

## Ähnliche Arten
Die Art ist sehr ähnlich zu Begonia maculata. Nach einer Untersuchung im Jahr 2005 ist sie anhand von Herbarmaterial nicht von dieser zu unterscheiden und wurde daher von den Autorinnen mit dieser synonymisiert. Dies ist in der  WCSP World Checklist of Selected Plant Families akzeptiert worden und dadurch in zahlreiche Verzeichnisse und Kataloge übernommen worden, z. B. Catalogue of Life, Kew Plants of the World online und die Kew Plant List. Andere halten, derzeit, am Artstatus fest. In einer genetischen Untersuchung im Jahr 2018 schlüsselte Begonia corallina (nach Material aus einem Botanischen Garten in Frankreich) getrennt von Begonia maculata aus, Schwesterart wäre danach Begonia salicifolia.
Außerdem sehr ähnlich ist die häufig kultivierte Begonia coccinea, von der sie sich, neben der Blütenfarbe, fast nur durch die gefleckten Laubblätter unterscheidet. Die Art gehört, wie nach morphologischen Merkmalen schon länger vermutet, nach den genetischen Daten nicht in die Sektion Pritzelia, sondern ebenfalls in die Sektion Gaerdtia.

## Vorkommen
Über Wildvorkommen von Begonia corallina ist fast nichts bekannt. Die Art soll, nach vor Ort unbestätigten Angaben, als eine von nur wenigen Arten der Gattung nicht im Gebirge, sondern in Amazonien, in den Küstenwäldern am Atlantik, vorkommen.

## Verwendung
Die Art bildet fertile Hybride mit Begonia x albopicta (als Art beschrieben, aber vermutlich selbst eine Hybride Begonia maculata x Begonia olbia) und Begonia coccinea. Hybriden unter Beteiligung von Begonia corallina werden verbreitet als Zierpflanzen verwendet. Die bekannteste Hybride unter diesem Namen ist Begonia 'Corallina de Lucerna', auch Begonia 'Lucerna' oder Begonia 'Gloire de Lucerna'. Diese soll 1892 durch einen Gärtnermeister Wettstein in Luzern gezüchtet worden sein. Sie selbst war dann einer der Eltern der amerikanischen 'Superba'-Hybriden. Die Herkunft der Sorte wird allerdings nicht einheitlich angegeben, nach der Plants Database der amerikanischen National Gardening Association soll es sich um eine Hybride Begonia teuscheri x Begonia coccinea handeln.
Es gibt eine ganze Reihe Hybriden (sie werden auch als Begonia Corallina-Hybriden oder B. Corallina-Gruppe bezeichnet) bei denen diese Art als ein Elternteil angegeben wird. Sie alle sind sehr gut als Zimmerpflanzen geeignet. Sie blühen leicht und ihre Blätter sind dekorativ. Diese Sorten sind auch für Hydrokultur und in Wintergärten gut zu pflegen. Sie gehören zur Gruppe der Strauchbegonien. Es gibt weiß, rosa und rot blühende Sorten. Meist haben die Blätter weißliche Punkte auf den glatten Blättern, das ist sortenabhängig verschieden. Eine Sorte wird unter dem Handelsnamen 'Tamaja' oder 'Tamaya' (es soll eine Hybride aus B. corallina-Hybriden mit B. albopicta sein und es ist kein Sortenname, sondern ein Warenzeichen) seit einigen Jahren als kleine Stämmchen angeboten. Sie lassen sich leicht durch Stecklinge vermehren.

## Krankheiten
Sie werden nicht oft von Schädlingen oder pilzlichen Krankheiten befallen.
Gefährlich ist allerdings das Bakterium Xanthomonas campestris, das die Blätter aller Begonienarten befallen kann.

## Bilder

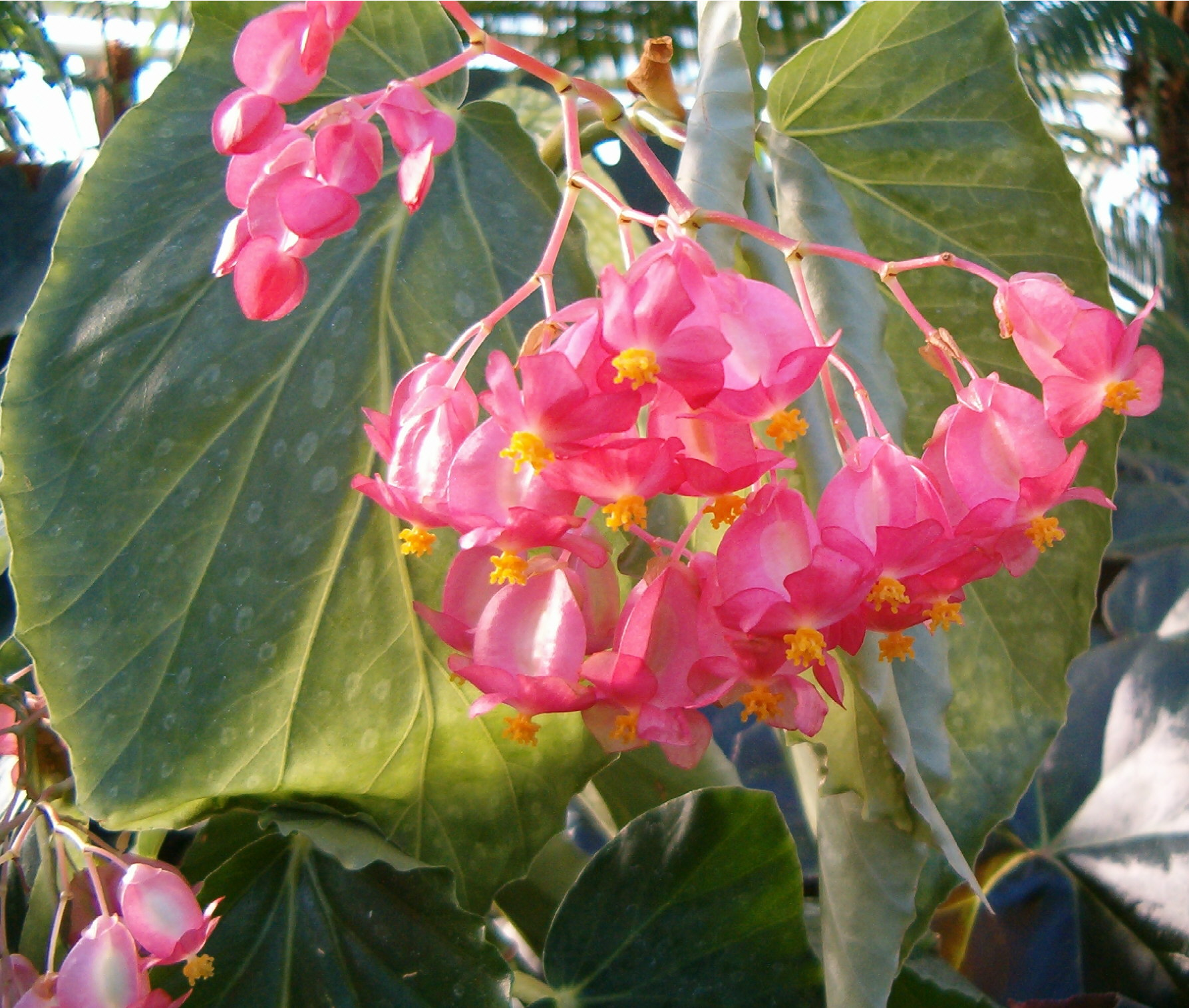
Sorte 'President Carnot', Blütenstand.
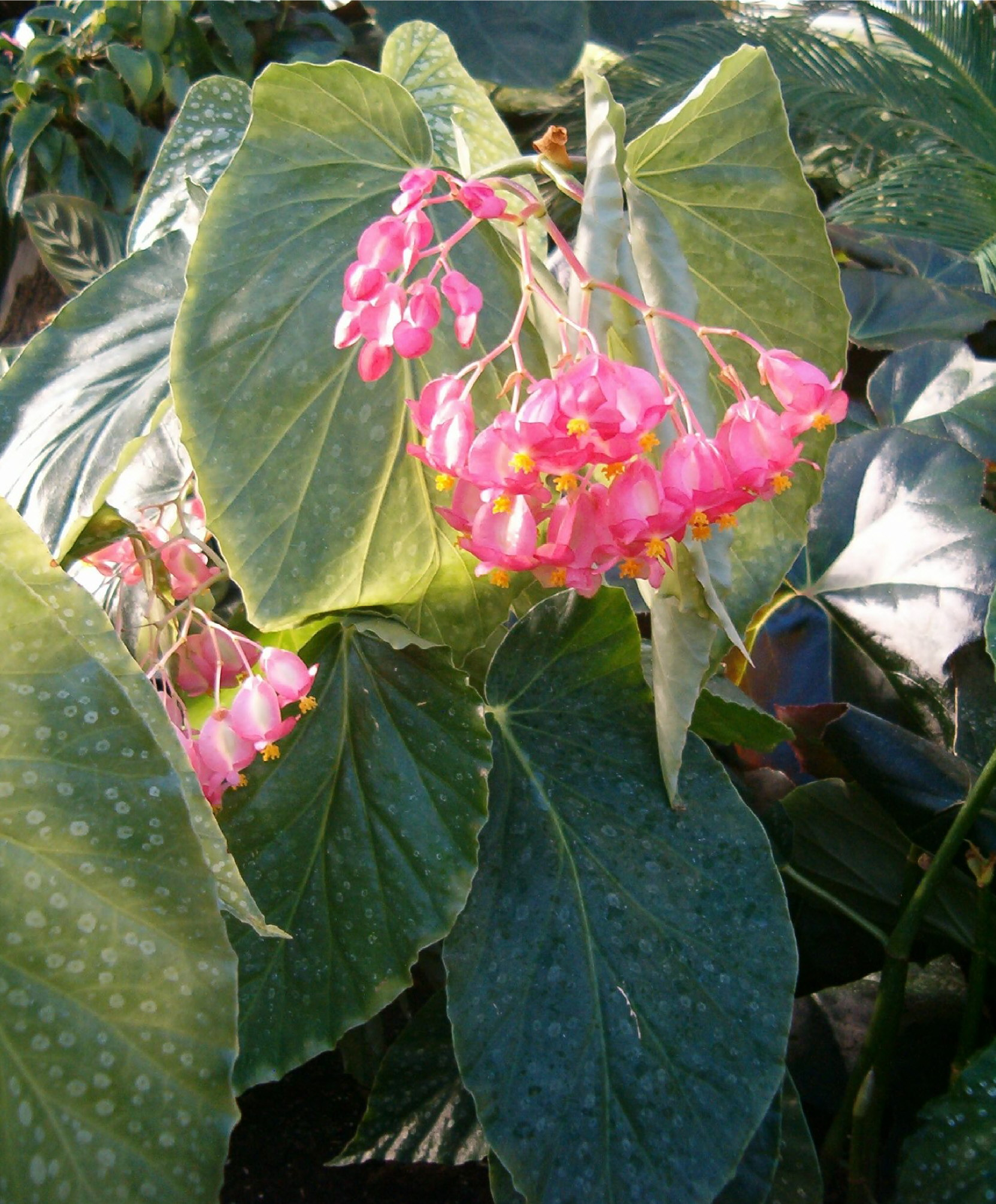
Sorte 'President Carnot', Habitus und Blütenstand.
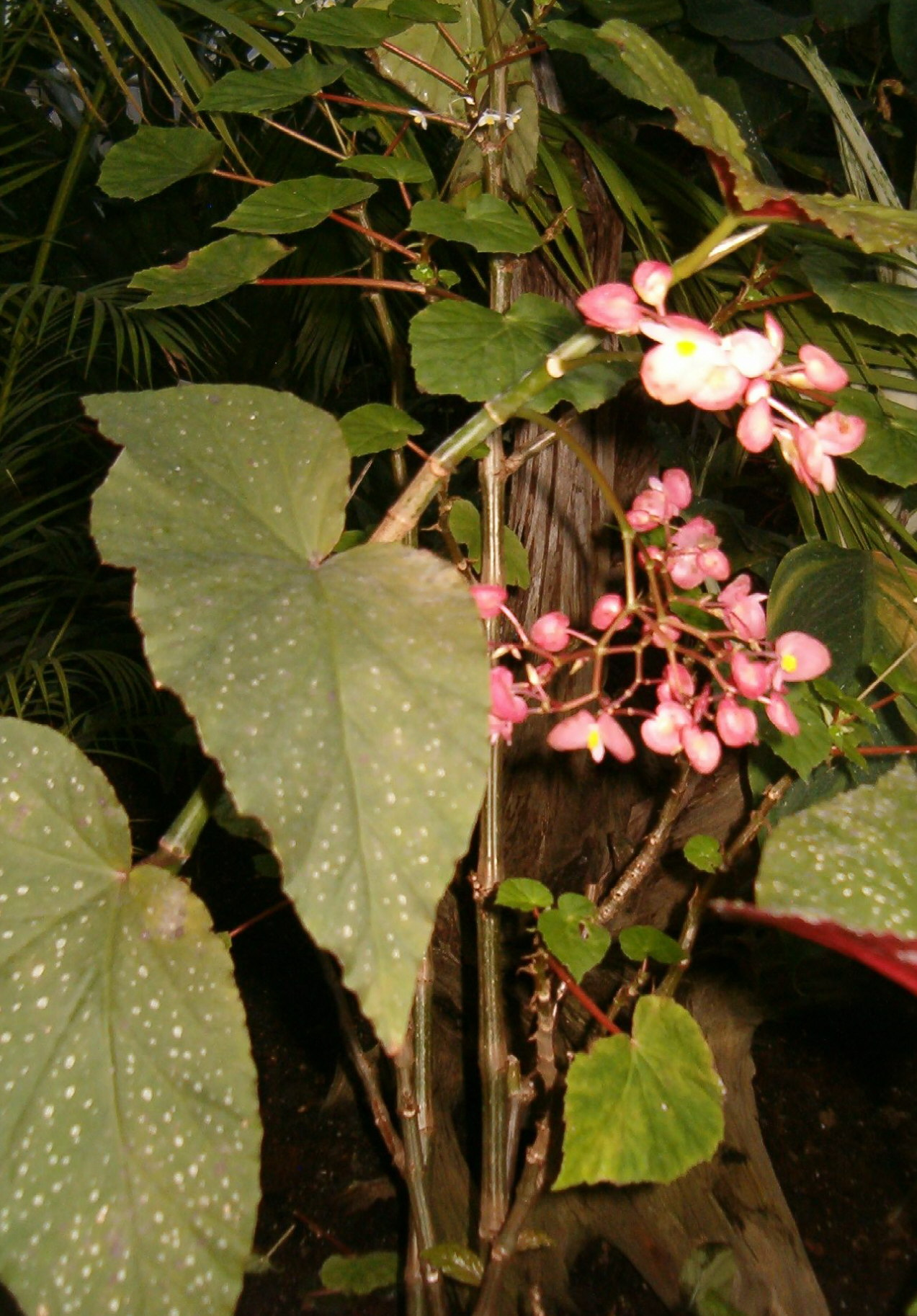
Sorte 'Lucerna', Habitus, gepunktete Blätter und Blütenstand.
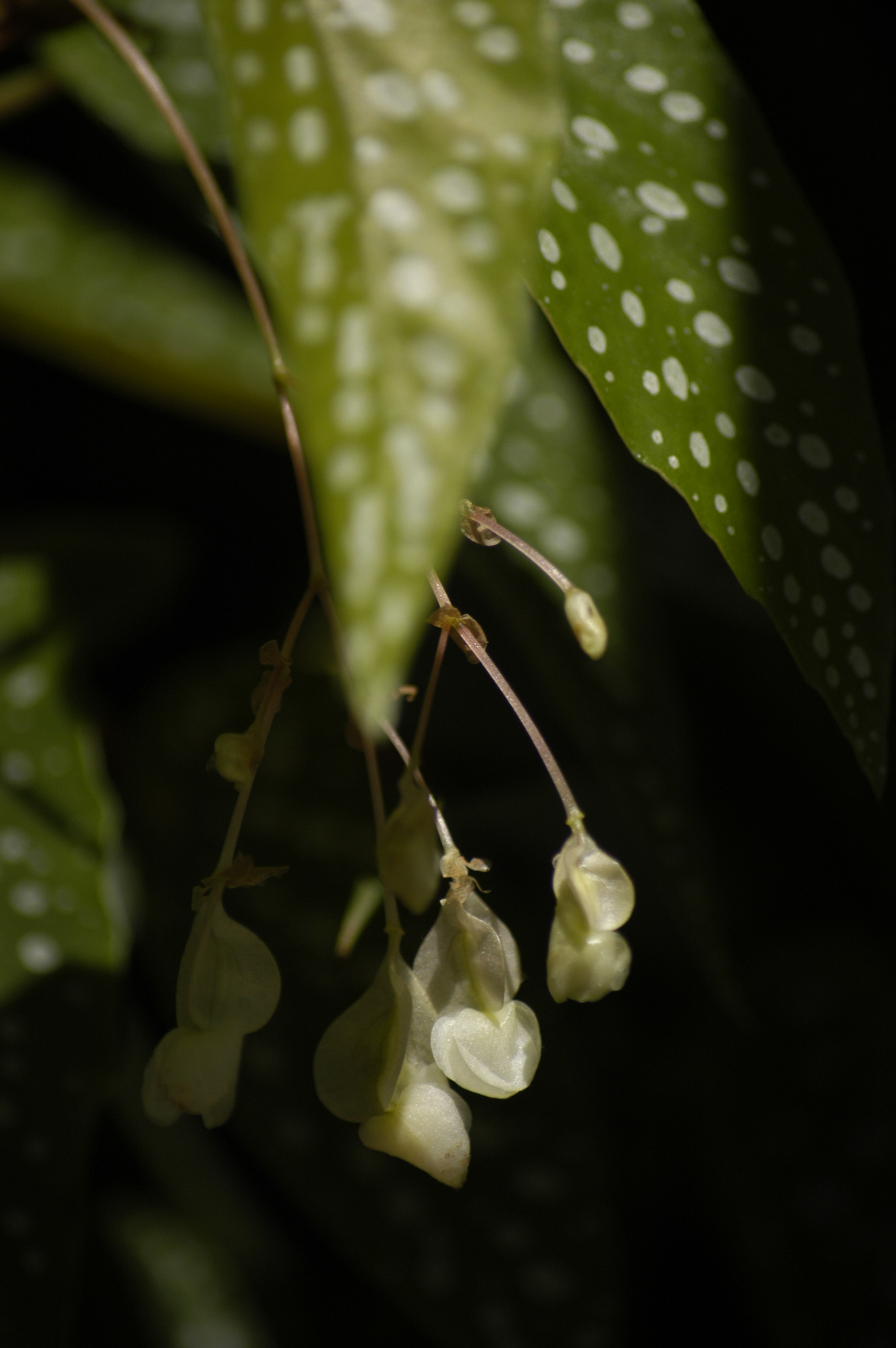
Hybrid mit schmaleren Blättern und weißen Blüten